# 奉天大学堂
奉天大学堂，其旧址位于辽宁省沈阳市沈河区，为近代中国东北地区第一所高等教育院校  。

## 历史沿革
清光绪二十七年十一月，盛京将军增祺利用奉天外攘门外各祠庙作为校舍设立奉天大学堂。随后几年，内治门外的营房被改为校舍，奉天大学堂得到扩建。学堂主要教授漢文、英文、满文、诸子、历史、地理、数学等课程，常年经费5万两。奉天大学堂设立之初的总办孙百斛、谈国辑，总教习的屠寄均为进士出身。“辽东三才子”中的当时健在的荣文达和刘春琅也分别担任过总教习。清光绪二十九年，奉天大学堂改为盛京省学堂。随后，日俄战争爆发，光绪三十年正月，学堂校舍被俄国人占据，就此停课，同年六月停办。